# のんのんバレエスタジオ
のんのんバレエスタジオは兵庫県宝塚市にある子供ミュージカル劇団。設立は1975年。

## 概要
主宰の岡田泰子は、元宝塚歌劇団雪組に所属。退団後、のんのんバレエスタジオを設立。ファミリーミュージカル作りに力を入れ、隔年ごとに主に宝塚バウホールにて創作ミュージカルを発表。
地元の子供たちにバレエと歌を教えながら、一緒にミュージカルを作り上げており、宝塚歌劇団　壮一帆、劇団四季　荒井香織などを輩出。
バレエミュージカル「青い鳥」が第一回ミュージカルフェスティバルinタカラヅカにて入賞。同賞には、その後「お星様になった木馬」「アリーテ姫の冒険」が選ばれている。
1995年には劇団20周年記念作品「お星様になった木馬」が、宝塚歌劇団雪組により「グッバイメリーゴーランド」という作品名でリメイク上演された。
監修の岡田敬二は宝塚歌劇団演出家。